# Currie
Currie è una città della Tasmania, in Australia; essa si trova sull'isola di King Island ed è la sede della Municipalità di King Island. Al censimento del 2006 contava 746 abitanti.